# Florian Kohfeldt
Florian Kohfeldt (Siegen, 5 ottobre 1982) è un allenatore di calcio ed ex calciatore tedesco, di ruolo portiere, tecnico del Darmstadt.

## Carriera

### Club
Dal 2006 al 2017 ha allenato le giovanili e la seconda squadra del Werder Brema.
Il 30 ottobre 2017 è stato nominato tecnico della prima squadra, a seguito dell'esonero di Alexander Nouri. 
Il 16 maggio 2021 viene esonerato in seguito alla sconfitta (2-0) contro l’Augusta.
Dal 2021 diviene allenatore del Wolfsburg in Bundelsiga.
Nel 2023 firma per il club belga dell Eupen con cui non riesce ad evitare la retrocessione dalla prima divisione.
Il 16 settembre 2024 subentra sulla panchina del Darmstadt in 2 divisione tedesca.

## Statistiche

### Statistiche da allenatore
Statistiche aggiornate al 28 giugno 2025.
| Stagione               | Squadra                | Campionato             | Campionato | Campionato | Campionato | Campionato | Coppe nazionali | Coppe nazionali | Coppe nazionali | Coppe nazionali | Coppe nazionali | Coppe continentali | Coppe continentali | Coppe continentali | Coppe continentali | Coppe continentali | Altre coppe | Altre coppe | Altre coppe | Altre coppe | Altre coppe | Totale | Totale | Totale | Totale | % Vittorie | Piazzamento   |
| Stagione               | Squadra                | Comp                   | G          | V          | N          | P          | Comp            | G               | V               | N               | P               | Comp               | G                  | V                  | N                  | P                  | Comp        | G           | V           | N           | P           | G      | V      | N      | P      | %          | Piazzamento   |
| ---------------------- | ---------------------- | ---------------------- | ---------- | ---------- | ---------- | ---------- | --------------- | --------------- | --------------- | --------------- | --------------- | ------------------ | ------------------ | ------------------ | ------------------ | ------------------ | ----------- | ----------- | ----------- | ----------- | ----------- | ------ | ------ | ------ | ------ | ---------- | ------------- |
| ott. 2016-2017         | Werder Brema II        | 3.L                    | 28         | 9          | 9          | 10         | -               | -               | -               | -               | -               | -                  | -                  | -                  | -                  | -                  | -           | -           | -           | -           | -           | 28     | 9      | 9      | 10     | 32,14      | Sub., 17º     |
| lug.-ott. 2017         | Werder Brema II        | 3.L                    | 14         | 3          | 5          | 6          | -               | -               | -               | -               | -               | -                  | -                  | -                  | -                  | -                  | -           | -           | -           | -           | -           | 14     | 3      | 5      | 6      | 21,43      | Prom.         |
| Totale Werder Brema II | Totale Werder Brema II | Totale Werder Brema II | 42         | 12         | 14         | 16         |                 | -               | -               | -               | -               |                    | -                  | -                  | -                  | -                  |             | -           | -           | -           | -           | 42     | 12     | 14     | 16     | 28,57      |               |
| ott. 2017-2018         | Werder Brema           | BL                     | 24         | 10         | 7          | 7          | CG              | 2               | 1               | 0               | 1               | -                  | -                  | -                  | -                  | -                  | -           | -           | -           | -           | -           | 26     | 11     | 7      | 8      | 42,31      | Sub., 11º     |
| 2018-2019              | Werder Brema           | BL                     | 34         | 14         | 11         | 9          | CG              | 5               | 4               | 0               | 1               | -                  | -                  | -                  | -                  | -                  | -           | -           | -           | -           | -           | 39     | 18     | 11     | 10     | 46,15      | 8º            |
| 2019-2020              | Werder Brema           | BL                     | 34+2       | 8          | 7+2        | 19         | CG              | 4               | 3               | 0               | 1               | -                  | -                  | -                  | -                  | -                  | -           | -           | -           | -           | -           | 40     | 11     | 9      | 20     | 27,50      | 16º, play-off |
| 2020-2021              | Werder Brema           | BL                     | 33         | 7          | 10         | 16         | CG              | 5               | 4               | 0               | 1               | -                  | -                  | -                  | -                  | -                  | -           | -           | -           | -           | -           | 38     | 11     | 10     | 17     | 28,95      | Eso.          |
| Totale Werder Brema    | Totale Werder Brema    | Totale Werder Brema    | 127        | 39         | 37         | 51         |                 | 16              | 12              | 0               | 4               |                    | -                  | -                  | -                  | -                  |             | -           | -           | -           | -           | 143    | 51     | 37     | 55     | 35,66      |               |
| ott. 2021-2022         | Wolfsburg              | BL                     | 25         | 8          | 5          | 12         | CG              | -               | -               | -               | -               | UCL                | 3                  | 1                  | 0                  | 2                  | -           | -           | -           | -           | -           | 28     | 9      | 5      | 14     | 32,14      | Sub., 12º     |
| 2023-2024              | Eupen                  | PL                     | 30         | 7          | 3          | 20         | CB              | 1               | 0               | 0               | 1               | -                  | -                  | -                  | -                  | -                  | -           | -           | -           | -           | -           | 31     | 7      | 3      | 21     | 22,58      | Dimis.        |
| ott. 2024-2025         | Darmstadt              | 2BL                    | 30         | 11         | 8          | 11         | CG              | 2               | 1               | 0               | 1               | -                  | -                  | -                  | -                  |                    | -           | -           | -           | -           | -           | 32     | 12     | 8      | 12     | 37,50      | Sub. 12°      |
| Totale carriera        | Totale carriera        | Totale carriera        | 254        | 77         | 67         | 110        |                 | 19              | 13              | 0               | 6               |                    | 3                  | 1                  | 0                  | 2                  |             | -           | -           | -           | -           | 276    | 91     | 67     | 118    | 32,97      |               |